# رودلف الكسندر شرودر
رودلف الكسندر شرودر (بالألمانية: Rudolf Alexander Schröder)‏ هو مترجم ومؤلف ورسام ومهندس معماري وكاتب وشاعر ألماني، ولد في 26 يناير 1878 في بريمن في ألمانيا، وتوفي في 22 أغسطس 1962 في باد فيسزيه في ألمانيا.

## وصلات خارجية
- رودلف الكسندر شرودر على موقع IMDb (الإنجليزية)
- رودلف الكسندر شرودر على موقع مونزينجر (الألمانية)
- رودلف الكسندر شرودر على موقع ديسكوغز (الإنجليزية)